# Dos Torres
Dos Torres es un municipio español de la provincia de Córdoba, Andalucía. En el año 2016 contaba con 2 453 habitantes. Su extensión superficial es de 129,09 km² y tiene una densidad de 19 hab/km². Sus coordenadas geográficas son 38° 26′ N, 4° 53′ O. Se encuentra situado en la comarca de Los Pedroches, a una altitud de 587 metros y a 84 kilómetros de la capital de provincia, Córdoba.  
El municipio está declarado desde 2003, Conjunto Histórico Artístico, por su bien conservada arquitectura tradicional de Granito de los Pedroches, urbanismo y monumentos civiles y religiosos. 

## Geografía
Integrado en la comarca de Los Pedroches, se sitúa a 81 kilómetros de Córdoba. El término municipal está atravesado por la carretera nacional N-502, entre los pK 356 y 360, y por carreteras locales que conectan con El Viso (A-3177), Pedroche (CO-7413), Añora (A-3177), Alcaracejos (CO-7412) y Villaralto (CO-7410). 
El relieve del municipio es el propio de la comarca, una extensa llanura con algunas elevaciones, por donde discurren algunos arroyos y el río Guadarramilla. La altitud oscila entre los 654 metros (cerro Chaparroso) y los 435 metros a orillas del río Gualdalmez, en el extremo nororiental. El pueblo se alza a 587 metros sobre el nivel del mar. 
| Noroeste: El Viso     | Norte: El Viso y Santa Eufemia | Noreste: Alamillo (Ciudad Real) y El Guijo |
| Oeste: Villaralto     | Puntos cardinales              | Este: El Guijo y Pedroche                  |
| Suroeste: Alcaracejos | Sur: Añora                     | Sureste: Pozoblanco                        |

## Historia
La actual villa es fruto de la unión, en 1839, de las poblaciones o barrios de Torrefranca y Torremilano. Torre del Milano fue en su origen una torre aislada cuyo entorno se fue habitando entre finales del siglo XIV y principios del XV, dando lugar a una población fronteriza entre las jurisdicciones de Córdoba y del señorío de Santa Eufemia, cuyo titular Gonzalo Messía Carrillo II (III marqués de La Guardia) impuso el nombre de Torrefranca al barrio dependiente. Durante la segunda mitad del siglo XV fueron repetidos los intentos de los señores de Santa Eufemia por incorporar Torremilano a su jurisdicción, con el fin de aumentar sus vasallos y rentas. Fue siempre Torremilano población realenga, salvo en el periodo 1660-1747 en que, con las Siete Villas de los Pedroches, fue vendida por Felipe IV a los marqueses de El Carpio.

## Patrimonio y lugares A visitar
El principal monumento de Dos Torres es la Iglesia de la Asunción, templo gótico de tres naves que datan de la segunda mitad del XV; la central conserva un artístico artesonado de tradición mudéjar.  Junto a la cabecera del templo se alza una torre coronada por campanario de ladrillo, de época barroca. También destaca el retablo mayor Barroco de grandes dimensiones y de madera dorada.   
En el distrito de Torrefranca se conserva su antigua Parroquia de Santiago, hoy casa de la cultura.
En el entorno del casco urbano se alzan ermitas, fechables en el siglo XVI. La más interesante de ellas es la de la patrona, Ermita de Nuestra Señora de Loreto, que en sus orígenes estuvo dedicada a la advocación de Santa Ana, de ahí que el puente (S. XVI) próximo a ésta, así como el paraje y la monumental Fuente del Pilar (S. XVI) donde se ubica reciba el nombre de Santa Ana. * 
- Otras ermitas son las de San Bartolomé, San Roque, Cristo de la Caridad y San Sebastián, sin duda la más antigua, que regala una buena vista del pueblo desde el mirador construido que allí se haya.

Por otro lado, situado en el paraje de la ermita de San Sebastián encontramos el conocido como "Pozo de la Nieve" utilizado para albergar alimentos y remedios en el siglo XVIII. De probable origen precristiano, se considera un inmueble de gran valor histórico. Ha sido uno de los monumentos más desconocidos para la población hasta terminada su reforma y restauración.  
En consonancia con su pasado, conserva Dos Torres, y especialmente el distrito de Torremilano, numerosas Casas Señoriales de finales del siglo XV o del XVI, con bellas portadas de granito y escudos que revelan la destreza de los antiguos canteros y la clase social de sus moradores. El ejemplo más vistoso es, sin duda, la número 7 de la plaza Padres Redentoristas.  
La emblemática heráldica que preside algunos de sus dinteles tenía la finalidad de señalar que se trataba de una familia de alto rango social, prestigio y poder económico. 
- Destaca también su Plaza Mayor porticada, con antiguos edificios como el del ayuntamiento y el Pósito, hoy hotel/restaurante.

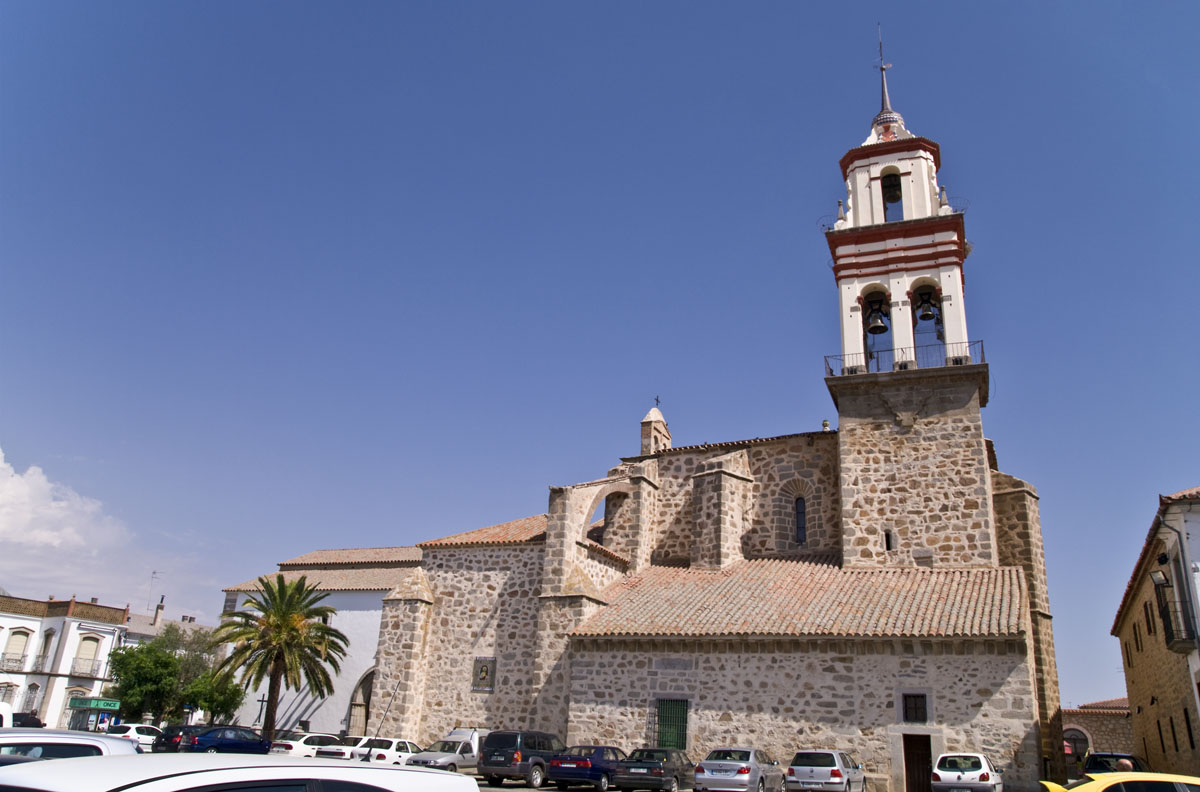
Iglesia de Nuestra Señora de la Asunción.
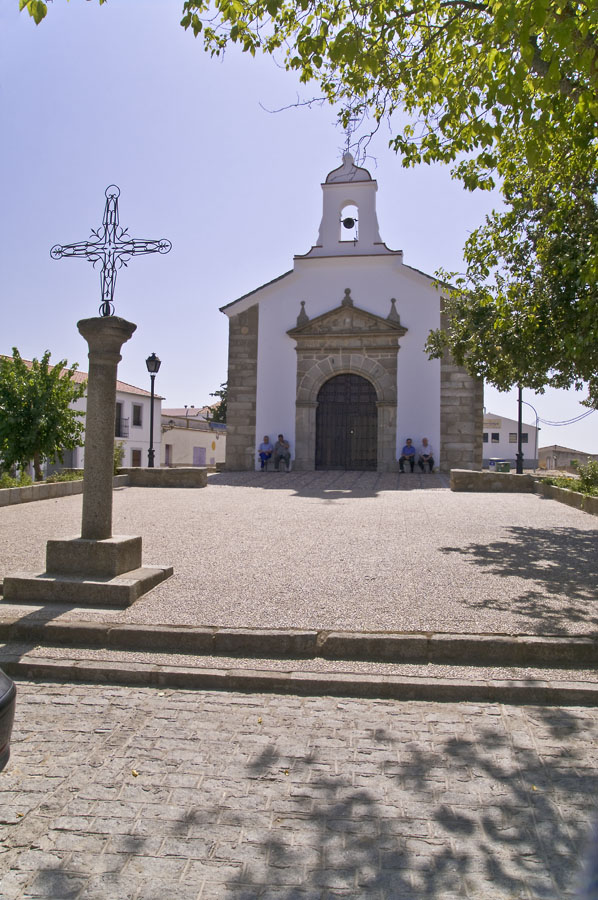
Ermita de San Roque.

## Demografía
Dos Torres cuenta con una población de 2365 habitantes (INE 2024).
| Gráfica de evolución demográfica de Dos Torres entre 1842 y 2021                                                    |
| |
| Población de derecho según los censos de población del INE Población de hecho según los censos de población del INE |

## Economía

### Evolución de la deuda viva municipal
| Gráfica de evolución de Deuda viva del Ayuntamiento de Dos Torres entre 2008 y 2019                                |
| |
| Deuda viva del Ayuntamiento de Dos Torres en miles de Euros según datos del Ministerio de Hacienda y Ad. Públicas. |

## Personas destacadas
- Álvaro Medrán, futbolista.
- Juan José Hidalgo y Rodríguez (n. c. 1844 – † Tortosa, 13 de diciembre de 1916), canónigo dignidad de chantre de la catedral de Tortosa.[3]